# 北海道いすゞ自動車
北海道いすゞ自動車株式会社（ほっかいどういすゞじどうしゃ）は、北海道札幌市白石区に本社を置く、いすゞ自動車の車種を取扱する自動車販売会社。国際興業株式会社のグループ会社である。

## 概要
北海道の道央・道南・道北（札幌運輸支局・室蘭運輸支局・函館運輸支局・旭川運輸支局）地域を拠点に、いすゞ自動車製の新車・中古車と産業用・船舶用のエンジンの販売・修理などを行っている。
なお、北海道の道東（釧路運輸支局・帯広運輸支局・北見運輸支局）地域は東北海道いすゞ自動車のエリアである。

## 沿革
- 1952年（昭和27年）4月 - 前身の日本自動車株式会社・札幌支店（北海道地区）のいすゞ自動車の販売と付帯業務を分離して、北海道いすゞ自動車販売株式会社を設立。
- 1957年（昭和32年）5月 - 北海道いすゞ自動車株式会社に商号変更。
- 2005年（平成17年）2月 - いすゞモーター北海道株式会社を統合。

## 拠点
- 本社・札幌支店：札幌市白石区本通20北1-68
- 札幌西支店：札幌市中央区宮の森2-1-2-55
  - 車両センター：札幌市東区北35東1-4-1
- 小樽支店：小樽市築港6-10
- 空知支店：砂川市空知太東1-5-1-6
- 恵庭支店：恵庭市戸磯62-1
- 旭川支店：旭川市永山3-2-1-6
  - 稚内営業所：稚内市萩見2-15-10
- 苫小牧支店：苫小牧市一本松町9-2
- 静内支店：日高郡新ひだか町静内木場町2-4-21
- 室蘭支店：室蘭市寿町3-16-5
- 函館支店：北斗市清水川142-5